# Путилівська залізниця

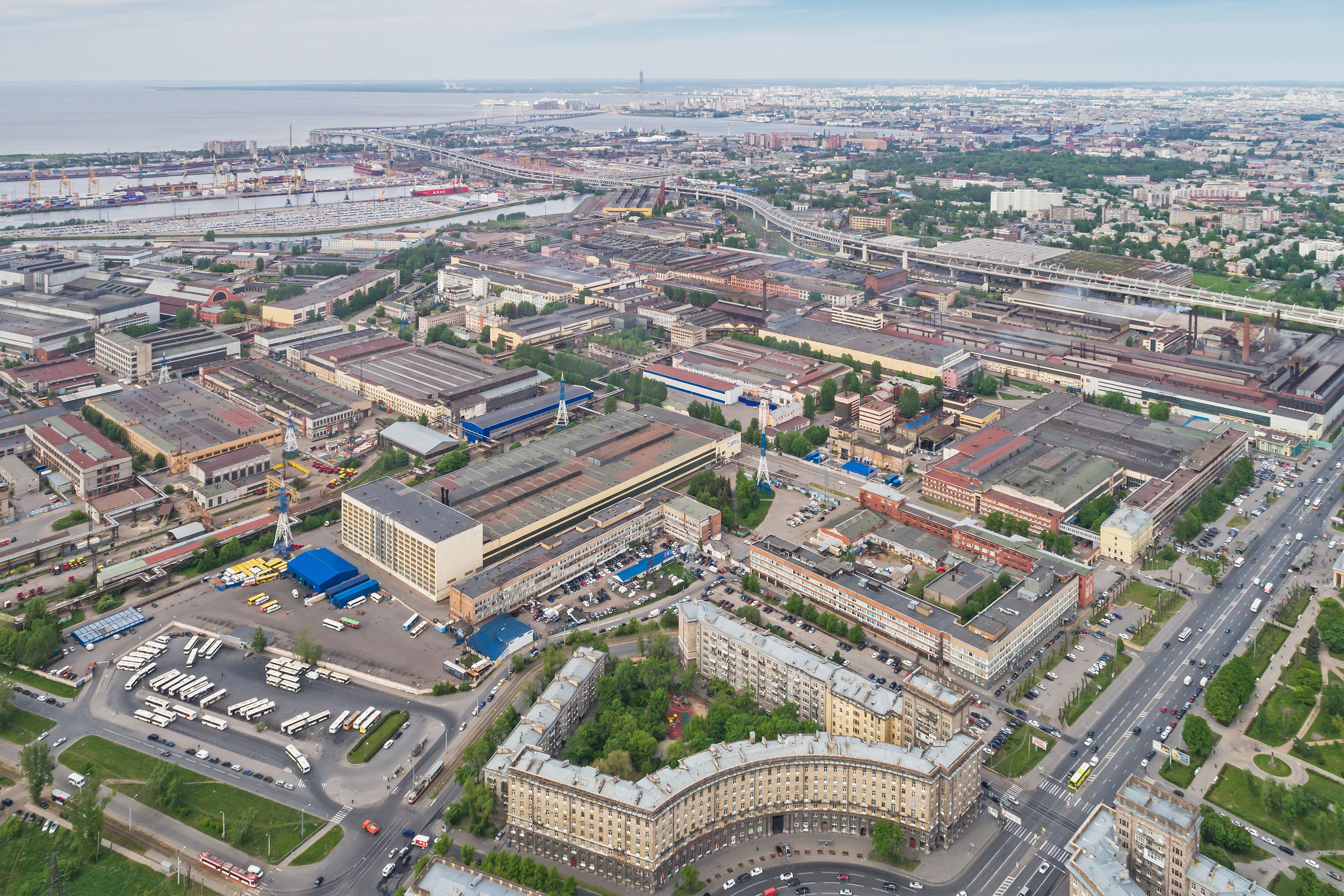
Естакада ЗШД, що проходить від Митрофаньєвського шосе до Гутуївського острова над Путилівською лінією

Путилівська залізниця (Залізниця Путилівського товариства) — історична вантажна залізнична лінія в Санкт-Петербурзі, у складі Санкт-Петербурзького залізничного вузла. Інші назви (в різних інтерпретаціях пов'язаних маршрутів) — Путилівська лінія, Сполучна лінія, Північне напівкільце, Північна портова залізниця тощо.
Після будівництва на початку XX ст. Південної портової залізниці (вона ж Південне напівкільце) Путилівську лінію з деякими від неї відгалуженнями стали також називати Північною портовою залізницею або ж Північним напівкільцем Петербурзького залізничного вузла.

## ХХІ сторіччя
На початку XXI століття маршруту історичної лінії відповідає ділянка Санкт-Петербург-Сортувальний-Московський — Волковська — Квіткова — Корпусний Пост — Новий Порт (13 км).. Також може застосовуватися у ширшому значенні Окружна лінія — продовження Путилівської на схід через станцію Глухоозерська, Фінляндський залізничний міст та Санкт-Петербург-Ладозький на північ до Парголово.
Станцією Волковська проходить межа Санкт-Петербурзького та Санкт-Петербург — Вітебського регіонів обслуговування Жовтневої залізниці. В районі Автово прямує сполучна лінія між Північною і Південною «портовими лініями», центром якої є відкрита в 1936 році станція Нарвська, що до цього існувала у вигляді зупинного пункту  Пост № 2 .
Запропонований в 2017 році проєкт «відкритого метро» передбачає реконструкцію і використання частини Путилівській лінії для внутрішньоміського пасажирського руху. На початку XXI століття частина маршруту лінії була використана при трасуванні Західного швидкісного діаметру, розвиток цієї концепції передбачається і в проєкті Східного швидкісного діаметру.